# Liste der Naturdenkmale in Helsa
Die Liste der Naturdenkmale in Helsa nennt die auf dem Gebiet der Gemeinde Helsa im Landkreis Kassel in Hessen gelegenen Naturdenkmale. Dies sind gegenwärtig 4 Bäume und 2 Flächenhafte Naturdenkmale, darunter der „Basaltkegel Bielsteinskirche“ bei Helsa.

## Bäume
| Bild                          | Bezeichnung                     | Ortsteil, Lage                              | Beschreibung | Art                        | Nr.      |
| ----------------------------- | ------------------------------- | ------------------------------------------- | --- | -------------------------- | -------- |
| mehr Fotos \| Fotos hochladen | 1 Ahorn                         | Helsa 51° 15′ 34,3″ N, 9° 40′ 52,7″ O       | Spitzahorn am westlichen Ortsrand von Helsa. Der Baum steht auf einer verbuschten Fläche im Nordteil des Bahnhofes. Stammumfang: 3,35 m Höhe: 27 m Pflanzjahr: ca. 1855 OSM-Link zur Kartendarstellung: Ahorn am Bahnhof von Helsa | Acer platanoides           | 6.33.332 |
| mehr Fotos \| Fotos hochladen | 1 Linde                         | Wickenrode 51° 15′ 17,7″ N, 9° 44′ 50,7″ O  | Winterlinde am östlichen Ortsrand von Wickenrode. Der gewaltige Baum steht zwischen den historischen Gebäuden eines ehemaligen Zechengeländes. Stammumfang: 4,80 m Höhe: 30 m Pflanzjahr: ca. 1825 OSM-Link zur Kartendarstellung: Linde am Ortsrand von Wickenrode | Tilia cordata              | 6.33.333 |
| mehr Fotos \| Fotos hochladen | 1 Eiche „Friedenseiche 1870/71“ | Wickenrode 51° 15′ 19,3″ N, 9° 44′ 8,5″ O   | Stieleiche am südlichen Ortsrand von Wickenrode. Standort des Baumes ist eine Wiese an der Ringenkuhler Straße, beim Trainings-Fußballplatz. Der Stamm ist von einer Sitzbank umschlossen. Vor Ort gibt es gegenwärtig keinen Hinweis darauf, dass die Eiche zur Erinnerung an den Deutsch-Französischen Krieg von 1870 bis 1871 gepflanzt wurde. Stammumfang: 2,75 m Höhe: 25 m Pflanzjahr: ca. 1875 OSM-Link zur Kartendarstellung: Eiche am Sportplatz von Wickenrode | Quercus robur              | 6.33.334 |
| mehr Fotos \| Fotos hochladen | 1 Pyramideneiche                | St. Ottilien 51° 13′ 5,2″ N, 9° 38′ 52,8″ O | Pyramideneiche am südlichen Ortsrand von St. Ottilien. Der Baum steht auf dem Friedhof, bei dessen östlichen Zugang, an der Straße „Jungfernborn“. Dort führt auch der Wanderweg Märchenlandweg entlang. Unmittelbar neben der Eiche befindet sich die Grabstätte von Christian Schintze, dem ehemaligen Bürgermeister, gest. 1886, und seiner Ehefrau Friedericke. Der Stamm des Baumes weist einen senkrechten, etwa 1,5 m langen Spalt oberhalb der Wurzel auf. Stammumfang: 4,05 m Höhe: 23 m Pflanzjahr: ca. 1875 OSM-Link zur Kartendarstellung: Pyramideneiche in St. Ottilien | Quercus robur 'Fastigiata' | 6.33.336 |

## Flächenhafte Naturdenkmale
| Bild           | Bezeichnung                  | Ortsteil, Lage                             | Beschreibung | Nr.      |
| -------------- | ---------------------------- | ------------------------------------------ | --- | -------- |
| weitere Bilder | Basaltkegel Bielsteinskirche | Helsa 51° 15′ 8,5″ N, 9° 39′ 49,6″ O       | Mächtige Basalt-Felsen am Gipfel des Bielsteins südwestlich von Helsa. Die Basaltformation im Buchenwald verläuft auf einer Länge von über 300 m in Nord-Süd-Richtung. Im Osten ist Buchenwald den Basaltfelsen vorgelagert, im Westen findet sich Nadelwald. Das Naturdenkmal liegt heute am östlichen Rand des „Windpark Stiftswald“. Östlich der Felsen verläuft ein Forstweg, der Bestandteil der lokalen Wanderwege E2 und H5 ist. Fläche: ca. 1,8 ha OSM-Link zur Kartendarstellung: „Basaltkegel Bielsteinskirche“ südwestlich von Helsa                                                        | 6.33.331 |
| weitere Bilder | Sandgrube Tiefenbach         | Wickenrode 51° 14′ 37,3″ N, 9° 44′ 11,8″ O | Ehemalige Sandgrube ca. 1,5 km südlich von Wickenrode. Die Grube ist im Westen von einem kleinen Wald begrenzt, ihre Grundfläche ist noch weitgehend offen. Etwa 250 m westlich des Naturdenkmals verläuft ein Wirtschaftsweg, der Bestandteil mehrerer Wanderwege, darunter des Grimmsteigs, ist. Ein von dort abzweigender Wirtschaftsweg führt westlich und südlich um die aufgelassene Grube. Im Süden des Geländes grenzt eine Wiese an die Sandgrube, von dort ist deren Fläche gut einsehbar. Fläche: ca. 0,58 ha OSM-Link zur Kartendarstellung: „Sandgrube Tiefenbach“ südlich von Wickenrode | 6.33.335 |

## Belege
1. ↑  Nach dem amtlichen Kataster der Unteren Naturschutzbehörde des Landkreises Kassel und vor Ort Recherche 2016/2017.
2. 1 2 3 4  Angaben zu Stammumfang (sofern keine eigene Messung), Größe und Pflanzjahr nach Rüdiger Germeroth, Horst Koenies, Reiner Kunz: Natürliches Kulturgut - Vergangenheit und Zukunft der Naturdenkmale im Landkreis Kassel, Herausgeber: Kreisausschuss des Landkreises Kassel, Untere Naturschutzbehörde, Wolfhagen, 2005, Anhang "Bäume" S. 186 ff. Das Pflanzjahr wurde über das dort geschätzte Alter und das Erscheinungsjahr (2005) der Publikation zurückgerechnet.
3. ↑  Messung 2017-10-01 in h=1,30 m
4. ↑  Messung 2017-08-25 in h=1,30 m
5. ↑  Messung 2020-08-29 in h=1,00 m
6. 1 2  Angaben nach Rüdiger Germeroth, Horst Koenies, Reiner Kunz: Natürliches Kulturgut - Vergangenheit und Zukunft der Naturdenkmale im Landkreis Kassel, Herausgeber: Kreisausschuss des Landkreises Kassel, Untere Naturschutzbehörde, Wolfhagen, 2005, Anhang "Flächenhafte Naturdenkmale" S. 162 ff.

- Karte mit allen Koordinaten:
- OSM |
- WikiMap